# Vy Buss

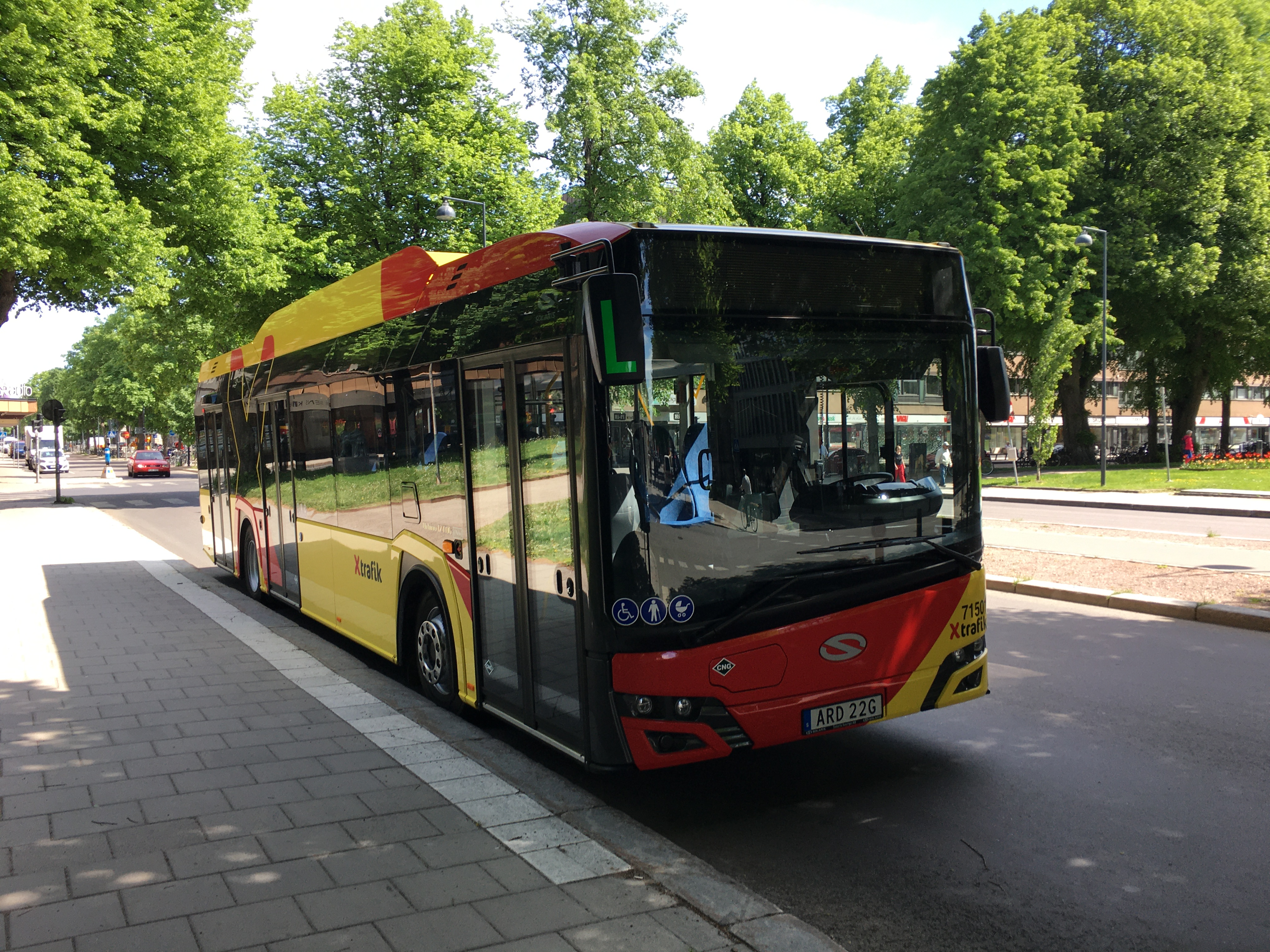
Vy-stadsbuss i Gävle.

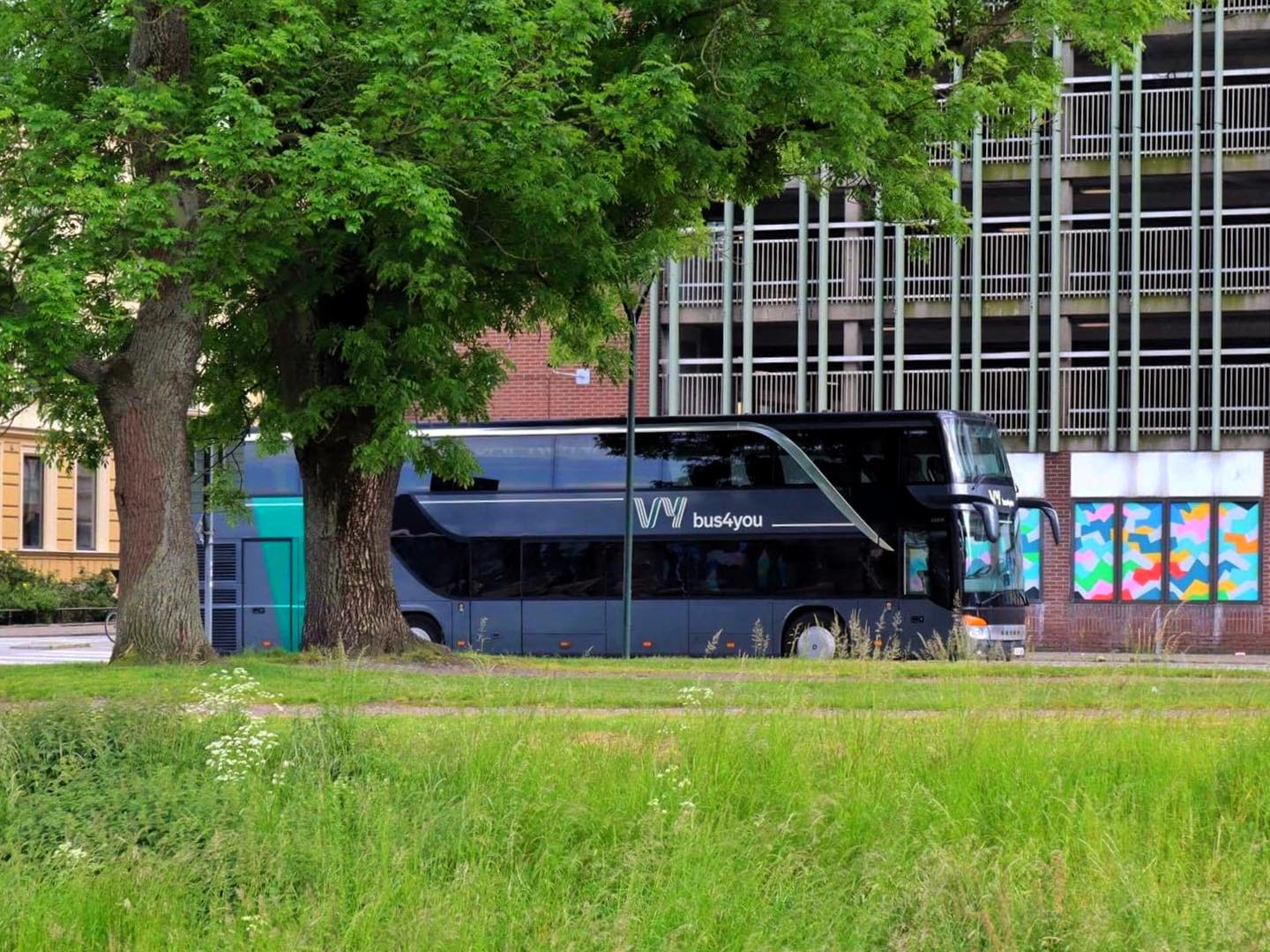
Expressbuss tillhörande Vy Bus4You

Vy Buss, tidigare Nettbuss, är ett norskt bussbolag, med verksamhet i Norge samt Sverige. Företaget omsätter cirka sex miljarder per år och har cirka 7 400 medarbetare, samt cirka 3 300 bussar. Vy Buss AS är ett helägt dotterbolag till Vygruppen.

## Vy Buss i Sverige
Vy Buss AB bedriver upphandlade och kommersiella persontransporter med buss på den svenska marknaden, till Danmark och Norge samt till de största flygplatserna i Sverige. Den kommersiella trafiken körs under varumärkena Vy bus4you, Vy flygbussarna och Vy express. 
Vy Buss AB har sitt huvudkontor i Göteborg.  

### Upphandlad trafik i Sverige
I Vy Buss affärsområde upphandlad trafik består verksamheten av upphandlad linje- och skolbusstrafik. År 2020 hade Vy Buss AB ca 1200 medarbetare och ca 625 bussar. Viktiga partners för den upphandlade trafiken är Västtrafik, Jönköpings länstrafik, Värmlandstrafik, X-trafik och Länstrafiken i Jämtlands län. 
I juni 2021 tog Vy Buss över stadstrafiken i Jönköping.
I december 2022 togs stadstrafiken i Hässleholm över av Nobina.
I augusti 2023 togs stadstrafiken i Lund (inklusive Lunds spårväg) över av Keolis.

### Kommersiell trafik i Sverige
År 2020 ingick 130 bussar i den kommersiella trafiken och sysselsatte ca 450 medarbetare. 

#### Vy flygbussarna
Varumärket Vy flygbussarna används för flygplatstrafik till Sveriges sju största flygplatser med totalt elva olika linjer. Vy flygbussarna finns i Stockholm, Göteborg och Malmö. Vy flygbussarna förvärvades av Vy i mars 2020 från Transdev. 
- Stockholm-Arlanda flygplats – Stockholm, Liljeholmen och Brommaplan
- Stockholm-Bromma flygplats – Stockholm
- Stockholm-Skavsta flygplats – Stockholm
- Stockholm-Skavsta flygplats – Linköping – Norrköping
- Stockholm-Västerås flygplats – Stockholm
- Göteborg Landvetter flygplats – Göteborg och Lindholmen
- Malmö flygplats – Malmö
- Visby flygplats – Visby (sommartid)

#### Vy bus4you och Vy express
Vy Buss kommersiella trafik under varumärkena Vy bus4you och Vy express bedriver expressbusstrafik på fyra linjer: Göteborg-Stockholm, Oslo-Köpenhamn, Oslo-Stockholm/Arlanda Flygplats samt Kalmar-Arlanda flygplats. Den kommersiella expressbussverksamheten har tidigare drivit trafik under namnen Nettbuss, Go ByBus och Säfflebussen.  
Vy bus4you linjenät: 
- Oslo-Köpenhamn, via Moss, Sarpsborg, Tanumshede, Uddevalla, Göteborg, Helsingborg, Lund, Malmö och Kastrup flygplats.
- Oslo-Stockholm, via Årjäng, Karlstad, Kristinehamn, Karlskoga, Örebro, Västerås och Arlanda flygplats.
- Stockholm-Göteborg, via Norrköping, Linköping, Mjölby, Jönköping, Borås och Landvetter flygplats.
- Arlanda flygplats-Kalmar, via Stockholm, Norrköping, Söderköping, Gamleby, Västervik, Misterhult, Oskarshamn och Mönsterås.